# Amelia Agostini de del Río
Amelia Agostini de del Río (Yauco, 1896 - Nueva Jersey, 11 de diciembre de 1996), nacida como Amelia Agostini Bonelli, fue una poetisa, ensayista, cuentista y antóloga puertorriqueña. 
Fue jefa del departamento de Español en Barnard College durante más de veinte años y escribió crítica literaria, teatro, poesía y ensayos narrativos sobre la vida en Puerto Rico y la experiencia de la diáspora puertorriqueña en la ciudad de Nueva York.
Doctora por la Universidad de Columbia, fue autora de importantes antologías de literatura en español, así como sobre la obra de Cervantes. Fue profesora en importantes universidades, tanto en Europa como en América.

## Trayectoria
Amelia Agostini Bonelli nació en el pueblo montañoso de Yauco, Puerto Rico, en 1896. Era la hija de Alejandro Agostini-Negroni e Isaura Bonelli. Hizo sus estudios en su ciudad natal y obtuvo una beca para estudiar en la escuela normal de la Universidad de Puerto Rico. Estudió pedagogía en la universidad y se graduó en 1917. Se mudó a Nueva York en 1918 para asistir al Vassar College, graduándose en 1922 como miembro de Phi Beta Kappa. Regresó a Puerto Rico y enseñó en la escuela secundaria en el barrio de Santurce. Durante este tiempo también trabajó en teatro, escribiendo, dirigiendo y actuando en obras de teatro.
En 1929 se casó con el crítico literario Ángel del Río, quien había sido su instructor en la Universidad de Puerto Rico. En 1931 investigó en el Archivo Histórico Nacional. Fue uno de varios intelectuales que vivieron en Nueva York y Puerto Rico como exiliados durante la guerra civil española y la dictadura de Franco. En las décadas de 1940 y 1950 alojaron habitualmente en su casa a intelectuales y escritores españoles como Pedro Salinas, Jorge Guillén, Camilo José Cela, Gabriela Mistral y Federico García Lorca.
Comenzó a enseñar lengua y literatura Española en Barnard College en 1929. Agostini sirvió como jefa del departamento de Español de 1941 a 1962. Mientras estuvo en Barnard actuó en varias obras de teatro Aspañolas, incluido un papel principal en La casa de Bernarda Alba de Federico García Lorca. También organizó el programa de teatro de la escuela de español de Middlebury College además de dirigir y actuar en obras de teatro en la escuela.
Agostini obtuvo dos títulos adicionales en Español, una maestría de la Universidad de Columbia en 1932 y un doctorado de la Universidad Complutense de Madrid en 1958.
Luego de la muerte de su esposo en 1962, Agostini regresó a Puerto Rico, donde continuó enseñando y escribiendo para periódicos locales, particularmente El Imparcial. En 1985 fundó el Museo de Reproducciones Artísticas en Bayamón, Puerto Rico. Fue elegida presidenta de la Sociedad de Autores Puertorriqueños.
Murió a la edad de 100 años el 11 de diciembre de 1996 en Spring Lake, Nueva Jersey. Fue enterrada en el cementerio de Kensico en Valhalla, Nueva York.

## Obra
La carrera editorial de Agostini comenzó a prosperar en la década de 1950. Escribió más de 45 libros de crítica literaria, narrativa en prosa, poesía, obras de teatro, cuentos infantiles e historia del arte. Colaboró con el dramaturgo Emilio S. Belaval en varias obras, entre ellas La romanticona (1926). A menudo empleó las convenciones del costumbrismo, centrándose en el color local y buscando celebrar la vida y las culturas caribeñas.
Muchas de las obras de Agostini se basan en un fuerte sentido de lugar. Sus Viñetas de Puerto Rico (1965) presentan sus recuerdos de la gente y los lugares de su ciudad natal, Yauco. Canto a San Juan de Puerto Rico y otros poemas (1974) también presenta muchas escenas de Yauco. Puertorriqueños en Nueva York (1970) consiste en retratos narrativos que ilustran fragmentos de la vida de otros miembros de la diáspora puertorriqueña. También escribió sobre su dolor como viuda en sus elegías de 1964 Con el duelo de mi corazón. Su escritura y su beca estuvieron fuertemente influenciadas por su amplia red de colegas intelectuales.
Agostini y su esposo coeditaron Antología general de la literatura española: verso prosa teatro en 1951, que se publicó en múltiples ediciones y se asignó ampliamente a la enseñanza de la literatura española.

## Reconocimientos
El alcalde Robert Wagner le entregó a Agostini una llave de la ciudad de Nueva York. Recibió el premio Ciudadana del Año del Instituto de Puerto Rico en 1954 y el premio Orden del Cafetal del pueblo de Yauco en 1984. Agostini también recibió el máximo honor civil de España.
En 2020, fue incluida dentro del proyecto “Mujeres Investigadoras en los Archivos Estatales (1900-1970)” para la descripción archivística y creación de un micrositio específico en el Portal de Archivos Españoles (PARES), desarrollado entre 2020-2023. Este proyecto ha sido impulsado por la Subdirección General de Archivos Estatales, con el objetivo visibilizar la labor de investigación realizada en España por las mujeres en el intervalo 1900-1970 partiendo de los registros documentales que se conservan en los Archivos de Gestión de los AAEE del Ministerio de Cultura (el Archivo Histórico Nacional, el Archivo de la Corona de Aragón, el Archivo General de Simancas, el Archivo General de Indias, el Archivo de la Real Chancillería de Valladolid, el Archivo General de la Administración y el Centro de Información Documental de Archivos).